# 羽咋市立羽咋小学校
羽咋市立羽咋小学校（はくいしりつ はくいしょうがっこう）は、石川県羽咋市中央町にある市立小学校。

## 沿革
出典
- 1873年（明治6年）3月 - 学校創立、羽咋区学校と称する。50余か村を通学区域とする。
- 1875年（明治8年）4月 - 羽咋小学校と改称し、通学区は16か村となる。
- 1877年（明治10年）4月 - 羽咋・塵浜・兵庫の3か村で校舎新築。
- 1880年（明治13年）12月 - 全校舎焼失、現校舎正面玄関の明倫小学校の額のみ残った。
- 1885年（明治18年）2月 - 高等科・中等科・初等科を設置し、羽咋小学校と改称。
- 1892年（明治25年）4月 - 羽咋町・塵浜村で学校組合を組織し、羽咋尋常小学校を設立。
- 1900年（明治33年）1月 - 校舎改築。小学校令改正に伴い、義務教育4年制となる。
- 1908年（明治41年）4月 - 小学校令改正に伴い、義務教育6年制となる。
- 1912年（大正元年）12月 - 校舎新築落成。
- 1923年（大正12年）4月 - 羽咋高等小学校の学校組合の解散により、高等科を併置し、羽咋尋常高等小学校と改称。
- 1928年（昭和3年）9月 - 校舎校地を県立羽咋高等女学校に移管。
- 1929年（昭和4年）12月 - 校舎新築落成。
- 1941年（昭和16年）4月 - 法令改正（国民学校令施行）に伴い、初等科・高等科となり、羽咋国民学校と改称。
- 1943年（昭和18年）3月 - 創立70周年記念式挙行。
- 1947年（昭和22年）4月 - 法令改正（学校教育法施行）に伴い、高等科を廃止。羽咋町千里浜村学校組合立羽咋小学校と改称。
- 1952年（昭和27年）11月 - 第1次町村合併に伴い、羽咋町立羽咋小学校と改称。
- 1958年（昭和33年）
  - 7月1日 - 羽咋町の市制施行に伴い、羽咋市立羽咋小学校と改称。
  - 12月 - 完全給食実施。
- 1961年（昭和36年）4月 - 特殊学級2学級設置。
- 1965年（昭和40年）7月 - プール竣工式挙行。
- 1969年（昭和44年）3月 - 新校歌制定。
- 1972年（昭和47年）10月 - 創立100周年記念式挙行。
- 1977年（昭和52年）7月 - 新校舎新築落成。
- 2001年（平成13年）3月 - 大規模改修完了。
- 2024年（令和6年）1月 - 1日夕方に令和6年能登半島地震が発生（羽咋市で震度5強を観測）したが、9日の第3学期始業式は通常通り行われた[2]。

## 通学区域と進学先中学校
出典

### 通学区域
- 川原町、東川原町、松ヶ下町、柳橋町、鶴多町、御坊山町、旭町、本町、中央町、南中央町、島出町、的場町、東的場町、大川町、大川町1丁目、大川町2丁目、釜屋町、東釜屋町、西釜屋町、羽咋町、千里浜町、柳田町（70字1～35番、71字91～107番、71字120～155番、71字170～178番、72字、73字、74字、たの部、タの部、ぬの部38～63番、ぬの部66～70番、ソの部）

### 進学先中学校
- 羽咋市立羽咋中学校

## 学校周辺
羽咋市中心部に位置する
- 弘恵寺 - 敷地が隣接
- ローソン羽咋中央町店 - 敷地が隣接
- 正福寺 - 羽咋市道をはさんで、敷地が隣接。
  - この他、上述の寺以外の寺院も点在する。
- 羽咋市民体育館
- 羽咋市立羽咋中学校
- 羽咋市合同事務所
- 国道249号線

以下は国道249号線の東側に位置する。
- 羽咋市商工会館
- 羽咋郡市広域圏事務組合消防本部
- 羽咋市消防団第一分団
- 羽咋市役所
- 石川県警羽咋警察署
- この他、中小規模の医療機関や店舗も点在する。

## アクセス
- 北鉄能登バス「富来線」で、「羽咋小学校前」バス停下車後、学校正門（校門）まで、
  - 羽咋駅行のりばから、徒歩約160m・約数分。
  - 富来行のりばから、徒歩約150m・約数分。
    - 羽咋小学校前バス停から、学校敷地までは最短で約30m程だが、停留所設置個所と校門との位置関係で、約5倍の遠廻りとなる。
- JR西日本七尾線羽咋駅より、
  - 西口から、徒歩約780m・約12分。
  - 上述の北鉄能登バス「富来線」に乗車し、「羽咋小学校前」バス停下車後、徒歩。